# Раветто, Лаура
Лаура Раветто (итал. Laura Ravetto, родилась 25 января 1971 года в Кунео) — итальянский политик, депутат Палаты депутатов Италии от партии «Вперёд, Италия»; в 2010—2011 годах — секретарь Аппарата Совета министров Италии по связям с парламентом в Правительстве Сильвио Берлускони.

## Биография
Окончила Католический университет Святого Сердца в Милане по специальности «юриспруденция». До прихода в политику работала директором отдела правовых вопросов в итальянском отделе транснациональной фармацевтической корпорации «Schering Plough». 28 марта 2006 года по итогам парламентских выборов избрана в Палату депутатов Италии от IV избирательного округа Ломбардии 1 по списку партии «Вперёд, Италия», вошла в парламентскую фракцию «Вперёд, Италия» и в V комиссию (по бюджету, финансам и планированию). 29 апреля 2008 года переизбрана от партии «Народ свободы», в том же году возглавила итальянскую парламентскую делегацию на Центрально-Европейской инициативе.
На учредительном съезде партии «Народ свободы», прошедшем с 27 по 29 марта 2009 года в Риме, Раветто была назначена ответственной за связь с общественностью и пропаганду партийной идеологии. 23 апреля 2009 года в Риме спикер Палаты депутатов Джанфранко Фини назначил Раветто руководителем группы по развитию отношений с Румынией по случаю визита депутата Парламента Румынии Альмы Анастасе. В том же году она участвовала на выборах в Европарламент по северо-западному округу Италии от партии «Народ свободы». Она набрала 7715 голосов и не прошла в Европарламент.
1 марта 2010 года Раветто назначена секретарём в четвёртом Правительстве Сильвио Берлускони в отделе по связям с Парламентом. Полномочия истекли 16 ноября 2011 года.
5 марта 2013 года Раветто переизбрана на очередных выборах от округа Ломбардия 1 от той же партии «Народ свободы». С 16 ноября 2013 года состоит в партии «Вперёд, Италия», образовавшейся после распада «Народа свободы». В Парламенте занимает следующие посты:
- председатель Парламентской комиссии по контролю реализации Шенгенского соглашения, наблюдению за деятельностью Европола, управлению и контролю иммиграции — с 15 октября 2013
- член I комиссии (по вопросам Конституции, Председателя Совета и внутренним делам) — с 7 мая 2013
- член Парламентской комиссии по вопросам системы приёма, идентификации и депортации граждан, условий содержания мигрантов и использования общественных ресурсов — с 20 марта 2015

Состоит в браке с депутатом от Демократической партии Дарио Джинефра.